# Alternative hit
L'Alternative Hit era una classifica di musica techno-trance. Un tempo era molto famosa tra il popolo radioascoltatore di Discoradio.

## Storia
L'A.H. nasce nel 1999 proponendo le canzoni trance, techno e alternative più famose in Europa riscuotendo subito un grande successo tra gli appassionati "technofili" italiani.
A seguito del suo ampio successo Discoradio decide di pubblicare l'Alternative Hit Compilation: nascono così 7 compilation (una per anno dal 2000 al 2006) che racchiudono pillole di musica allo stato puro.
Il programma radiofonico, da sempre condotto dal Dj Marco Ravelli, concluse la sua carriera il giorno 16 giugno 2006 con una puntata speciale che ripropose tutte quelle canzoni che hanno caratterizzato questa classifica in 7 anni.
Attualmente l'A.H. non è più trasmessa anche a causa del cambio di generi musicali trasmessi da Discoradio, che è stata comprata dal gruppo radiofonico RDS.

## Compilations
Dalla classifica sono state tratte 7 compilation.

### Alternative Hit
1. Aquagen - Ihr Seid So Leise
2. Watergate - Heart Of Asia
3. Picotto & Mario Più - Arabian Pleasure
4. Lock'n'Load - Blow Ya Mind
5. Mythos 'n'dj Cosmo - Send Me An Angel
6. Dj Merlyn - Krass
7. Dj Ufuk - R2-D2
8. Airscape - L'Esperanza
9. Rollergirl - Luv You More
10. Rene de Cerf - Metronome
11. Hi Gate - Pitchin
12. Znt Force feat A. Camerini - Tanz 00
13. Cosmic Gate - Mental Atmosphere
14. Rom & Comics - The Warning
15. D.A.T. - Millennium Crash
16. Aqualords - Witches
17. G&R Documents - Integrated Amplifier
18. Mario Lopez - The Sound Of Nature
19. Central Seven - Te Quiero
20. Double Infusion - Let There Be
21. Lex 'n' Frank - Dark Night
22. Scooter - Fuck The Millennium

### Alternative Hit 2
1. Jimmy Gomma - My House
2. Re-Flex - Ubap
3. Molella - Discotek People
4. Robbie vs. Nocera - Wolf
5. Admiral Warp - Dance To The House
6. Warp Brothers - We Will Survive
7. Norman Bass - How U Like Bass
8. Floorfilla - The Hypno
9. Embargo! - Scream
10. Ian van Dahl feat. MARSHA - Castles In The Sky
11. Mystique - Don't Stop Me Now
12. Mental Miracle - Future
13. Luca Belloni - Music Machine
14. Tropicana feat. Dj Bart - Things To Come
15. Dj Gius - De-Generation
16. Safri Duo - Played-A-Live
17. Public Domain - Operation Blade
18. Zenith vs. Avex - I'm Your Deejay

### Alternative Hit 2002
1. Ravers On Dope - Hardcore Vibes
2. Safri Duo - Baya Baya
3. Klubbingman - Welcome To The Club
4. Bass Riders - Prepare To Qualify
5. Rocco - Everybody
6. Molella - Can U Feel
7. Escanor - Are U Ready
8. Claudio Lancini - Pirata
9. Milk Inc. - Walk On Water
10. Luna Park - Space Melody
11. Adrima - I Can't Stop Raving
12. Barthezz - Infected
13. Ian van Dahl - Will I?
14. Lasgo - Alone
15. 4 Clubbers - Children
16. Scooter - Ramp! (The Logical Song)
17. 220 Volts - Cut Off To Dock
18. Interactive - Forever Young
19. Starlight - To The Beat
20. Jimmy Gomma - Funky Beat
21. Zenith dj - The Music Is Now
22. Kai Tracid - Life IS Too Short
23. Armin van Buuren - The Sound Of Goodbye
24. Dee Dee - Forever

### Alternative Hit 2003

#### CD 1
1. Groove Coverage - God Is A Girl
2. O.T. System- Mucha Mierda
3. Future Breeze - Heaven Above
4. K-Traxx - "Hardventure" - un remix di So Get Up - Testi e voce del greco-californiano, Ithaka (Ithaka Darin Pappas)[1][2]
5. Pinball - Stars (Out Of Europe)
6. Master Blaster - Hypnotic Tango
7. 4 Strings - Take Me Away (Into The Night)
8. DJ Sammy - Boys Of Summer
9. Opera - Ludwig Is Alive
10. Rednex - Cotton Eye Joe
11. Skam - Do You Like This?
12. Mark'Oh - When The Children Cry
13. Starsplash - Travel Time
14. Axel Coon - Close To You
15. Digital Guerrilla - Bring The Noise
16. Hard z Bass - 1,2,3... Hardstyle!

#### CD 2
1. 4 Clubbers - Hymn
2. Beetle Juice presents Rickimaniac & Dr Loop - Day-O (Banana Boat Song)
3. Grenada - Superstar
4. Tuneboy - Demolition
5. Jordan&Baker - Explode
6. Dickeadz - Suck My...!
7. Scooter - Weekend!
8. Digital Rockers - I Believe
9. Kronos - Magica Europa
10. Ray Knox - Sign Of Love
11. Don dj - NO. 1
12. Franchino - Maybe
13. Plazma Tek - Star
14. Divine Inspiration - The Way
15. Bitter Suite - Run With Me
16. Hardheadz - Hardhouz Generation

### Alternative Hit 2004
1. Strider - Backgammon
2. Roberto Molinaro - Hurry Up
3. Aceto - Battito Perfetto
4. Noname - No Title
5. Soulmate - Moments Of Silence
6. Dj Volume - The Spirit Of Yesterday
7. Ziggy X - G-Rausch
8. Zax aka Zenith Dj - In Da Club
9. Flashrider - Sex In The Club
10. 89ers - Kingston Town
11. Hard'onex - Better Dayz
12. J.T.S. - Nog Een Keer
13. Dj Pino Maresca - Extasy
14. Mark'Oh feat Tjerk - Words
15. Djs @ Work - Some Years Ago
16. The KGB's - Techno Gym
17. Bon-Tino - Der Reiter
18. Scooter - Jigga Jigga!
19. Bad Boys - Electric
20. Hardsyle Masterz - beat Diz

### Alternative Hit 2005
1. Blue Nature - Love Or Die (DJ Shog Remix)
2. L&M Project - Crazy Beatz (Rob Mayth Club Mix)
3. Princes Of Trance vs. Cosmic Culture - Love Me Eternally
4. Buldozzer - Face The Base
5. Anaconda - Sound Of Love (pa pa pa) (Ziggy X Remix)
6. Clubraiders - Move Your Hands Up
7. Potatoheadz - Narcotic
8. Special D - You
9. Scooter - One (Always Hardcore)
10. Stagediverz! - Bass-Live
11. Starsplash - Cold As Ice (Aquagen Remix)
12. Dj Ramon Zerano & Marc Korn - Hear Me Cry
13. SOL-7 - In Energy We Trust
14. Tune Up! - Ravers Fantasy

### Alternative Hit 2006
Etichetta: Do It Yourself Music Group

#### CD 1
1. Klubbdriver – Move Your Feet (Pulsedriver Club Mix)
2. Paffendorf Feat. Leyla De Vaar – Under My Skin (Club Mix)
3. Dj Klubbingman Feat. Trixi Delgado – Love Message (Original Club Mix)
4. The Real Booty Babes – Since U Been Gone (Da Franco Remix)
5. 666 + Dj Bonito – Atención (DJ Bonito XXL Mix)
6. Wild & Pain – Your Heart Keeps Burning (Original Extended Mix)
7. Keira Green – My Heart Goes Up (Picco Remix)
8. Partycheckerz – Baby I Love Your Way (89Ers Remix)
9. Andy Lopez – Noche Del Amor (DJ Manian Remix)
10. Lacuna – Celebrate The Summer (Original Club Mix)
11. Ray Knox – Fiesta (Original Mix)
12. Clubraiders – Think About (The Beach) (89Ers Extended Mix)
13. Danielle Paris – I Can'T Stand It (Cascada Remix)
14. Hypersonic Feat. Am4 – Six Days (Steve Twain Club Mix)
15. Cascada – How Do You Do (Original Mix)
16. Saphira – Just For You (Club Mix)
17. Siria – I Will Believe It (Cascada Remix)
18. Scooter – Apache Rocks The Bottom! (Extended Mix)

#### CD 2
1. Groove Coverage – God Is A Girl
2. Special D – Come With Me (Club Mix)
3. Klubbingman – Welcome To The Club (Vocal Club Mix)
4. Martillo Vago – Por Qué No (PlazmaTek Club Mix)
5. Plazma Tek – Star (Club Mix)
6. Scooter – How Much Is The Fish? (Extended Mix)
7. Pulsedriver – Time (Rocco Remix)
8. Flashrider – !!!Attenzione!!! (Flashrider Mix)
9. Rocco – Everybody (Club Mix)
10. Ravers On Dope – Hardcore Vibes (Original Mix)
11. Starsplash – Free (Club Mix)
12. Sven-R-G – Goin' Crazy (Club Mix)

Inoltre nel 2000 è uscita la "Evolution compilation" sempre presentata da Marco Ravelli di Discoradio e mixata da Matteo Epis. Il nome completo della compilation è: -Marco Ravelli Presenta The Battle Of The Giants Evolution Part mixed by Matteo Epis-

### Evolution compilation
1. Floorfilla - Anthem # 3 (3:51)
2. Peter Damir - Now And Forever (2:05)
3. Noname - Off (2:59)
4. DJ Arne L II vs. Mirko Milano - Astral Shock (3:04)
5. Sunbeam - Wake Up (3:27)
6. Koala - Eternity Is Past (3:04) Featuring - DJ Dave
7. Alex Rocco - Reise Ins Licht (2:59)
8. Paffendorf - Where Are You (2:46)
9. Hurly & Todd - Sunstorm (2:58)
10. Aquagen - Ihr Seid So Leise (3:41)
11. RS Project - The Last Of The Century (3:04)
12. Moni B. - Stripped 2000 (3:03)
13. Lex & Frank - A World Of Love (2:53)
14. Sequential One - 1 2 3 (2:34)
15. Maincrashers - Atlantis 2000 (2:26)
16. Fiocco - The Music (2:50)
17. Unix - Attenzione (3:57)
18. DJ Ufuk - R2-D2 (3:02)
19. Magic Dancers - Magic Millennium (3:15)
20. DJ Noise - El Cham (3:34)

## Alternative Hit annuali
Alla fine di ogni anno, Marco Ravelli conduceva una puntata speciale dell'alternative hit, che riepilogava la classifica dei 15 dischi techno-trance più ballati nell'anno che giungeva al termine.
La prima alternative hit dell'anno fu quella del 2000, l'ultima quella del 2005.
Di seguito vengono riportate le alternative hit annuali dal 2000 al 2005.

### Alternative hit dell'anno 2000
1. Mauro Picotto - Komodo (medley with Save A Soul) / Proximus (medley with Adiemus)
2. Darude - Sandstorm / Feel The Beat
3. Cla Div Project - The Reel
4. D-Devils - The 6th Gate (Dance With The Devil)
5. Dj Ufuk - R2-D2
6. Lock 'n' Load - Blow Ya Mind
7. Aquagen - Ihr Seide So Leise! / Lovemachine
8. Paffendorf - Where Are You
9. Re-Animator ft. Vanilla Ice - Ice Ice Baby 2000 (GIGI D'AGOSTINO rmx)
10. Nick Beat - Technodisco
11. Mario Più- Techno Harmony / My Love
12. Noname - Off
13. Molella - Genik
14. Gigi d'Agostino - La Danse
15. Scooter - Fuck The Millennium / I'm Your Pusher

### Alternative hit dell'anno 2001
1. Brooklyn Bounce - Bass, Beats & Melody 1x2sett
2. Zenith Dj vs. Avex - I'm Your Dj 1x6sett
3. D-Devils - Judgement Day 1x4sett
4. Floorfilla - The Hypno! 1x5sett
5. Claudio Lancini - Elektriko 1x4sett
6. Jimmy Gomma - My House n4
7. Barthezz - On The Move 1x3sett
8. Public Domain - Operation Blade n3
9. Scooter - Posse (I Need You On The Floor) n3
10. Charlie Lownoise & Mental Theo prs. Starsplash - "Wonderful Days 2001" 1x3sett
11. Cosmic Gate - Exploration Of Space 1x4sett
12. Djs@Work - Someday.... n5
13. Droid - Viva Robot 1x1sett
14. Airplay - The Music Is Moving n3
15. Atomic Flash - Kind Da Muzak 1x2sett

### Alternative Hit dell'anno 2002
1. Sven R-G - Goin' Crazy 1x7sett
2. Ravers On Dope - Hardcore Vibes 1x5sett
3. Rocco - Everybody 1x5sett
4. Dj Isaac - On The Edge 1x4sett
5. Cosmic Gate - The Truth 1x4sett
6. Rave Allstars - Braucht Ihr Mehr? 1x4sett
7. Pulsedriver - Time (Rocco rmx) 1x3sett
8. Club Robbers - I Like It Loud! 1x3 sett
9. E.C.O.H. - The Sound Of Silence 1x3sett
10. Starsplash - Free / Rainbow In The Sky 1x2sett n4
11. Noname - Tekno 1x2sett
12. SQ-1 (Sequential 1) - Balare 1x2sett
13. Zenith Dj - Energy 2002 1x2sett
14. Scooter - Nessaja n3
15. Dj Klubbingman - Welcome To The Club 1x2sett

### Alternative Hit dell'anno 2003
1. Scooter - Weekend / The Night / Maria (I Like It Loud) 1x2sett n7 1x3sett
2. Groove Coverage - God Is A Girl / The End 1x2sett 1x3sett
3. Hardheadz - Hardhouz Generation 1x3sett
4. Daniele Mondello - Thunderbolt 1x3sett
5. S.K.9 - Tube 1x3sett
6. Dj Isaac - Nobody Listen To Techno 1x5sett
7. J.T.S. - Nog Een Keer 1x5sett
8. Rave Allstars - Bitte Anschnallen / Braucht Ihr Mehr? 1x4sett 1x4sett
9. Opera - Ludwig Is Alive 1x3sett
10. Grenada - Superstar (Dj Isaac rmx) 1x3sett
11. Special D - Come With Me / Home Alone n5
12. K-Traxx - Hardventure n2
13. Plazmatek - Star 1x2sett
14. Martillo Vago - Por Que No (PLAZMATEK rmx) 1x3sett
15. Rednex - Cotton Eye Joe 2003 (AQUAGEN rmx) n6

### Alternative Hit dell'anno 2004
1. Zenith Dj - In Da Club / Now (I Will Find You) 1x5sett 1x4sett
2. Strider - Backgammon 1x7sett
3. Groove Coverage - 7 Years and 50 Days (Cascada vs Plazmatek rmx) 1x4sett
4. Bad Boy - Electric 1x3sett
5. Roberto Molinaro - Hurry Up 1x3sett
6. Julian Dj & Davide Sonar pres. Andromeda - Ameno 1x3sett
7. Deep Spirit - Lonely 1x3sett
8. Da Bouncer - Tribute 1x2sett
9. Dj Dean - It's A Dream 1x3sett
10. Klubbheros - Poco Loco 1x2sett
11. Sping Break - Big Bad Love 1x2sett
12. Flashrider - Sex In The Club 1x2sett
13. Lightforce - Big Girls Don't Cry 1x2sett
14. The Black Eyed Peas - Shut Up (R.I.P. remix) 1x2sett
15. Jan Wayne - Here I Am n2

### Alternative Hit dell'anno 2005
1. Tom Mountain - Let The Drum Beats Go 1x5sett
2. Scooter - One (Always Hardcore) 1x4sett
3. Klubbingman feat. Trixi Delgado - Revolution (We Call It) 1x4sett
4. Cascada - Everytime We Touch 1x3sett
5. C-Bool - Would You Feel (ZIGGY X rmx) 1x3sett
6. Age Pee - When The Rain Begins To Fall 1x2sett
7. Anaconda - Sound Of Love (ZIGGY X remix) 1x2sett
8. 89ers - Funky Beatz 1x3sett
9. Kareema - Cool Your Engines 1x2sett
10. Luca Belloni - Jumpin' 1x2sett
11. Alternative for Asia - Don't Close Your Eyes 1x2sett
12. Starsplash - Cold As Ice 1x1sett
13. Martillo Vago - Que Es La Vida? (Plazmatek rmx) 1x1sett
14. Marc Korn - Feel Free 1x2sett
15. Potatoheadz - Narcotic 1x1sett

## Ultima puntata
L'ultima puntata dell'Alternative Hit è stata trasmessa il 16 giugno 2006 con la seguente tracklist:
1. Groove Coverage - God Is A Girl
2. Klubbingman - Welcome To The Club
3. Dj Isaac - On The Edge
4. Cascada - Everytime We Touch
5. Martillo Vago - Por Què No
6. Starsplash - Free
7. J.T.S. - Nog Een Keer
8. Rocco - Everybody
9. Ravers on Dope - Hardcore Vibes
10. Pulsedriver - Time
11. Dj Ufuk - R2-D2
12. Klubbingman - Revolution (We Call It)
13. Strider - Backgammon
14. Brooklyn Bounce - Bass, Beats and Melody
15. Future Breeze - Heaven Above
16. Clubrobbers - I Like It Loud
17. Scooter - Weekend